# Juan de Fuca-plattan

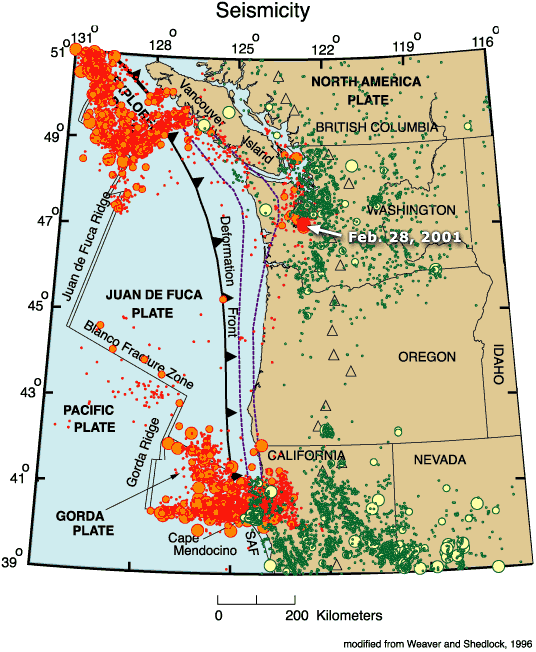
Karta

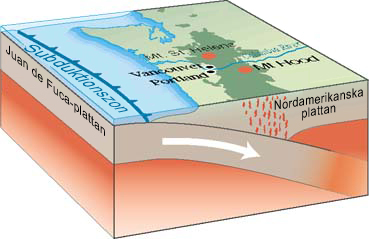
Genomskärning

Juan de Fuca-plattan, som fått namn efter upptäckaren Juan de Fuca, är en tektonisk platta som formats av Juan de Fuca-kedjan och som trycks in under den norra delen av den Nordamerikanska kontinentalplattan vid subduktionszonen Cascadia. Juan de Fuca-plattan avgränsas i söder av sprickzonen Blanco (som löper åt nordöst från Oregons kust, i norr av sprickan Nootka (som löper åt sydväst från ön Nootka, nära Vancouver Island i British Columbia) och i väster av Stilla havsplattan (vars utsträckning är större delen av Stilla havets botten).
Juan de Fuca-plattan är en kvarleva av den en gång vidsträckta Farallon-plattan, som nu till stor del har tryckts in under den Nordamerikanska plattan. Juan de Fuca-plattan har själv senare spruckit upp i tre delar, och detta namn används ibland för att referera till hela den ursprungliga plattan, ibland för att referera bara till den mittre delen. När man vill särskilja de tre delarna benämns den södra delen Gorda-plattan och den norra delen Explorer-plattan. 